# Gonialoe
Gonialoe és un petit gènere de tres espècies de plantes suculentes, originaries de Sud-àfrica, Namíbia i Angola. Anteriorment estaven incloses dins del gènere relacionat Aloe. Les tres espècies són: Gonialoe variegata, Gonialoe sladeniana i Gonialoe dinteri.

## Taxonomia
Es va trobar que el gènere Aloe era polifilètic. En conseqüència, es va dividir en diferents gèneres: Aloe, Kumara, Aloiampelos i Gonialoe, entre d'altres. Diversos estudis filogenètics recents han confirmat aquesta divisió i han demostrat que l'Àloe comprèn en realitat diversos grups relativament no relacionats.
Els mateixos estudis van suggerir que els parents més propers d'aquest gènere proposat eren els gèneres relacionats Astroloba i Tulista.

### Espècies
Les tres espècies d'aquest gènere es poden reconèixer fàcilment per les seves fulles compactes i triangulars que formen tres files (trifàries).
| Imatge | Nom científic                                          | Distribució                                                                  |
| ------ | ------------------------------------------------------ | ---------------------------------------------------------------------------- |
|        | Gonialoe dinteri (A.Berger) Boatwr. & J.C.Manning      | Namíbia                                                                      |
|        | Gonialoe sladeniana (Pole-Evans) Boatwr. & J.C.Manning | Al centre de Namíbia, al sud-oest de Windhoek                                |
|        | Gonialoe variegata (L.) Boatwr. & J.C.Manning          | Sud-àfrica (Cap Occidental, Cap Oriental, Cap Septentrional i Estat Lliure). |